# Regasificación

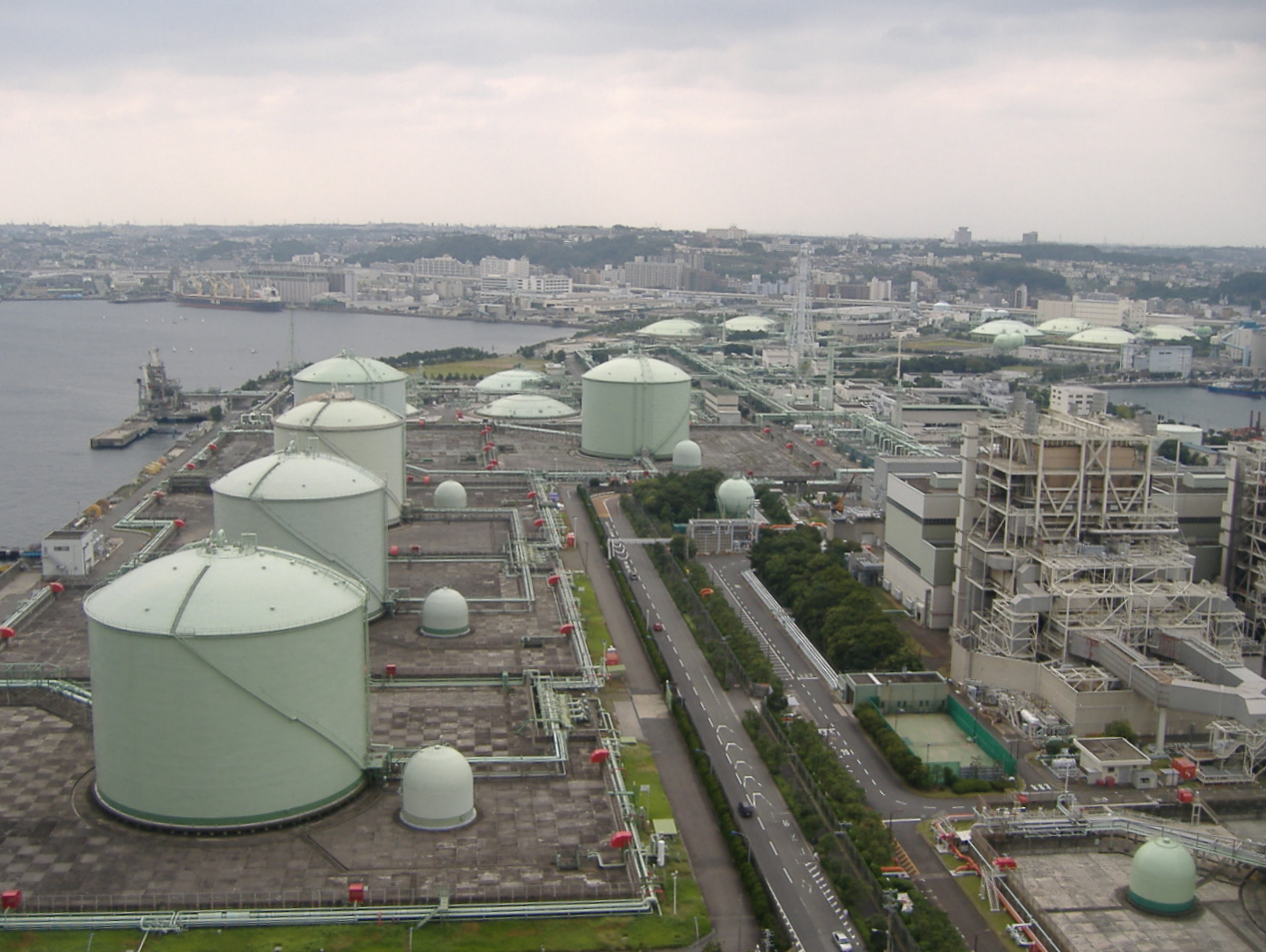
Planta regasificadora de Tokyo Gas Co. en Yokohama

La regasificación es una de las fases de la llamada cadena del gas, es decir, la serie de etapas que recorre el gas natural desde su extracción en el yacimiento hasta que llega a los consumidores finales.
Este proceso consiste en devolver el gas natural licuado (líquido) a su estado natural (gaseoso). El gas natural licuado (GNL) se encuentra a una temperatura entre -166 °C y -157 °C bajo cero y tiene un volumen 600 veces menor que el gas natural, lo que facilita su transporte por mar desde los países donde se encuentran los yacimientos hasta los mercados de consumo.
El proceso de regasificación se lleva a cabo en las plantas regasificadoras donde los buques metaneros descargan el GNL.
La transformación de estado líquido a gaseoso se consigue mediante un proceso físico que consiste en almacenar el GNL en unos tanques vaporizadores con agua de mar. De este modo, se consigue aumentar de forma progresiva la temperatura del GNL hasta transformarlo nuevamente en un gas (gas natural), momento en el que es inyectado a la red de gasoductos para su transporte hasta el consumidor final.

## En Alemania
En 2023, una UFAR operaba en Lubmin.

## En El Salvador
En el país opera el BW Tatiana, una Unidad Flotante de Almacenamiento y Regasificación (UFAR) con capacidad de capacidad de regasificación de 280 millones de pies cúbicos por día.

## En España
España cuenta con el 30 % de la capacidad regasificadora de Europa, lo que la convierte en el país que mayor capacidad del continente. En 2022 existen plantas en Barcelona, Cartagena, Huelva, Sagunto, Bilbao y Mugardos, además de otra pendiente de apertura el El Musel.